# Сент Китс и Невис на Летњим олимпијским играма 2024.
Сент Китс и Невис је учествовао на Летњим олимпијским играма 2024. у Паризу,од 26. јула до 11. августа 2024. године. Ово је осми наступ нације на Летњим олимпијским играма.

## Учесници по спортовима
| Спорт    | Мушкарци | Жене | Укупно |
| -------- | -------- | ---- | ------ |
| Атлетика | 1        | 1    | 2      |
| Пливање  | 1        | 0    | 1      |
| 2 спорта | 2        | 1    | 3      |

## Атлетика
| Атлетичарка          | Дисциплина     | Квалификације | Квалификације | Финале            | Финале            |
| Атлетичарка          | Дисциплина     | Резултат      | Пласман       | Резултат          | Пласман           |
| -------------------- | -------------- | ------------- | ------------- | ----------------- | ----------------- |
| Накуиле Харис        | Мушкарци 100 м | 10.33 П       | 6             |                   |                   |
| Захрија Алерс-Либурд | Жене 100 м     | 11.73 П       | 6             | Није се пласирала | Није се пласирала |

## Пливање
| Пливач(ица) | Дисциплина              | Група | Група   | Полуфинале       | Полуфинале       | Финале           | Финале           |
| Пливач(ица) | Дисциплина              | Време | Пласман | Време            | Пласман          | Време            | Пласман          |
| ----------- | ----------------------- | ----- | ------- | ---------------- | ---------------- | ---------------- | ---------------- |
| Трој Нисбет | Мушкарци, 50 м слободно | 28.71 | 69      | Није се пласирао | Није се пласирао | Није се пласирао | Није се пласирао |